# 7 Batalion Strzelców (1939)
7 Batalion Strzelców (7 bs) – oddział piechoty Wojska Polskiego II RP, nieistniejący w czasie pokoju.

## Mobilizacja
7 batalion strzelców został sformowany w dniach 24–25 sierpnia 1939 r. w ramach mobilizacji alarmowej w grupie żółtej w czasie A+48 przez 69 pułku piechoty w Gnieźnie, 17 Dywizji Piechoty płk. dypl. Mieczysława Mozdyniewicza. Po zmobilizowaniu batalion został podporządkowany dowódcy Armii „Poznań“. Batalion po wchłonięciu rezerwistów i pobraniu należnego tabelami mobilizacyjnymi broni, sprzętu i wyposażenia, osiągnął gotowość marszową 25 sierpnia. 7 batalion strzelców nie otrzymał hełmów i manierek. Batalion mobilizował się we wsi Piekary na północny zachód od Gniezna. Po południu 26 sierpnia batalion odmaszerował do miasta Skoki, poprzez Gniezno, Kłecko, Pomorzany. Zadaniem batalionu w składzie Oddziału Wydzielonego płk Stanisława Królickiego było zamknięcie przejść pomiędzy jeziorami Budziszewskim, a Włókno oraz dozorować teren do jezior na północy Czarne, na południu Garkie. Przystąpił tam do prac fortyfikacyjnych, do batalionu dołączyła jako wsparcie 3 bateria 67 dywizjonu artylerii lekkiej. Organizował obronę na rzece Wełniance.

## 7 bs w kampanii wrześniowej

### Działania bojowe

#### Udział w obronie Wielkopolski
O świcie 1 września 7 batalion strzelców wraz z 3 baterią 67 dal znajdował się na stanowiskach w rejonie miasta Skoki, który na pozycji osłonowej 14 Dywizji Piechoty, na odcinku północno-zachodnim organizował obronę linii rzeki Wełnianki. 2 września w rejonie miasta Skoki 7 batalion strzelców został podporządkowany dowództwu Podolskiej Brygady Kawalerii, która przejęła odcinek i zadania osłony Poznania od 14 DP. Wieczorem 3 września 7 bs wraz z 3/67 dal przeszedł w podporządkowanie 26 Dywizji Piechoty i wykonał nocny marsz w rejon folwarku Paryż, Juncewo, Janowiec, osiągając ten rejon ok. godz. 16:00 4 września. 7 bs znajdował się na pozycji przejściowej obrony Armii „Poznań”. Ponownym marszem nocnym 4/5 września batalion zajął stanowiska obronne, na pozycji żnińskiej. Rano 5 września 7 bs i 43 kompania kolarzy ze składu 26 DP, ze wsparciem 3/67 dal zajął obronę na odcinku „Parlin”, pomiędzy jeziorami Wiecanowskim i Chomiąskim oraz dozorował odcinek Wieniec – Suchorzewo. W nocy 5/6 września batalion wykonał marsz do Janikowa, gdzie zajął obronę przeprawy na Noteci pomiędzy jeziorami Pakoskim a Mielno. Na tej pozycji pozostawał również 6 września. Tego dnia wraz z 26 DP wszedł w podporządkowanie Armii „Pomorze”. Nocą 6/7 września batalion przeszedł do rejonu Gopło. 7 września 7 bs wykonał 45 kilometrowy marsz wraz z 3 baterią 67 dywizjonu do Teodorowa pod Sompolnem. W trakcie przemarszów był ostrzeliwany przez niemieckich dywersantów. Wieczorem 7 września 7 bs ponownie wszedł w skład Podolskiej BK i powrócił ponownie do składu Armii „Poznań”. W nocy 7/8 września 7 bs z 3/67 dal przegrupował się do lasu Ladorudź na północ od Dąbia.

#### Udział w bitwie nad Bzurą
8 września gen. Kutrzeba włączył 7 bs z 3/67 dal w skład nowo utworzonej Grupy Operacyjnej Kawalerii gen. bryg. Stanisława Grzmota-Skotnickiego, której zadaniem było natarcie 9 września na Wartkowice – Parzęczew, w celu wyjścia na tyły przeciwnika związanego natarciem 25 Dywizji Piechoty. Przed świtem 9 września oba pododdziały przemaszerowały do rejonu leśniczówka Ladorudz – Ladorudzek. Tego samego dnia około godz. 22:00, działając z rozkazu dowódcy grupy, gen. bryg. Skotnickiego, 7 bs majora Józefa Szula zajął bez walki las Rożniatów, około 4 km na południe od Dąbia. 10 września ok. godz. 16:00 7 bs i 3/67 dal dotarły z Rożniatowa do Wartkowic, a następnie zluzowały szwadron 4/14 pułku ułanów na pozycjach obronnych w rejonie skrzyżowania w Gostkowie. Zadaniem batalionu z baterią była obrona rejonu: Wartkowice, Gostków, w celu zamknięcia kierunków na Parzęczew i Łęczycę. 11 września ok. godz. 7:00 gen. Skotnicki wydał 7 bs i 3/67 dal rozkaz natychmiastowego marszu na Parzęczew. W dworze w Gostkowie pozostawiono 2 kompanię strzelecką z plutonem ckm i plutonem ppanc., która przygotowała obronę przejściową, miała w razie naporu nieprzyjaciela w walkach opóźniających wycofać się na Parzęczew. Po odejściu batalionu o godz. 8:00 niemiecki 360 pułk piechoty z artylerią z 221 DP zaatakował 2 kompanię z kierunku Poddębic, od strony Uniejowa również pojawiły się silne patrole niemieckie, wysadzono most na rzece Ner w Gostkowie. Po obronie dworu w Gostkowie 2 kompania wycofała się przez Białą Górę w stronę Wierzbówki, podążał za nią jeden batalion 360 pp. Niemiecki 375 pp zajął Białą Górę, a Wartkowice niemiecki 350 pp. Po otrzymaniu informacji o zbliżaniu się niemieckiej 221 DP rozkazem gen. Skotnickiego, 7 bs miał zamknąć ten kierunek poprzez zorganizowanie obrony na wschód od Białej Góry, co wykonano w styczności z niemiecką piechotą w godzinach popołudniowych. 12 września rano wobec stwierdzenia przygotowań do natarcia na obronę 7 bs, mjr Szul podjął decyzję o wyprzedzającym uderzeniu na silniejszego nieprzyjaciela w Białej Górze. O godz. 8:00 7 bs przy wsparciu 3 baterii 67 dal wykonał zaskakujące natarcie na Białą Górę i szturmem ją zajął. W wyniku tego boju, został uznany za czasowo niezdolny do walki niemiecki 375 pp i odrzucony na zachód. Wzięto ok. 200 jeńców, 70 niemieckich żołnierzy zginęło, wielu zostało rannych, zdobyto dużo broni i sprzętu. 7 bs poniósł duże straty osobowe: poległo 2 oficerów i 23 szeregowych, rannych 3 oficerów i 40 szeregowych, wśród nich ppor. Kazimierz Kozioł, zaginęło 30 szeregowych. Część Grupy Operacyjnej Kawalerii, atakującej na skrzydłach również osiągnęły niewielkie sukcesy. Późnym popołudniem przy wsparciu 3/67 dal, 7 bs wykonał natarcie na wzg. 119,7, jednak osłabiony porannym szturmem batalion, nie przełamał obrony niemieckiej i natarcie załamało się. Wieczorem 7 bs z 3/67 dal przemaszerował przez Sierpów, Łęczycę, Topolę Królewską i dotarły o świcie 13 września do m. Chrząstówek. Tam wypoczywał, będąc w odwodzie dowódcy Podolskiej BK.
14 września 7 bs i bateria 3/67 dal wyszły z podporządkowania Podolskiej BK i zostały bezpośrednio podporządkowane dowódcy GO gen. Stanisławowi Grzmot-Skotnickiemu, który przegrupował je na linię Ktery – Kutno, gdzie do godz. 19:00 prowadziły działania opóźniające. W nocy 15/16 września 7 bs z 3/67 dal został przegrupowany do obrony linii rzeki Ochni w rejonie wsi Kaszewy Kościelne. Przygotował obronę linii szosy i torów kolejowych na odcinku Kutno – Bedlno. Batalion rozwinął się 1 i 2 kompaniami strzeleckimi w I rucie obrony, a 3 kompanią strzelecką w odwodzie, był ostrzeliwany przez niemiecką artylerię, poniósł straty 2 poległych i 4 rannych. O godz. 17:00 7 bs wycofał się pod osłoną kawalerii przez Bedlno, Żychlin w kierunku Luszyna. W nocy 16/17 września siły główne GO wraz z 7 bs i 3/67 dal przegrupowały się do rejonu Luszyn, Model, gdzie dotarły ok. 9:00 17 września. W trakcie marszu były wielokrotnie bombardowane przez lotnictwo niemieckie i ostrzeliwane przez artylerię. 17 września rano 7 bs zajął obronę 1 i 3 kompaniami w I rzucie 2 kompanią w odwodzie ze wsparciem baterii 3/67 dal na stanowiskach ogniowych na polanie lasu Luszyn. 7 bs zajął stanowiska obronne na prawo od 70 pułku piechoty, mając na skrzydle szwadron kawalerii z pułku zbiorczego Pomorskiej Brygady Kawalerii. Po odejściu sąsiednich oddziałów batalion był atakowany przez lotnictwo niemieckie. Jako straż tylna zaczął wycofywać się, przed wycofaniem toczono potyczki na przedpolu z niemieckimi patrolami. W godzinach popołudniowych na oddziały grupy gen. Grzmota-Skotnickiego w rejonie Luszyn, Model wyszło niemieckie natarcie 3 Dywizji Lekkiej. Po walkach obronnych ok. godz. 18:00 rozpoczęto odwrót poprzez Lubików, Osmolin, Byki, Wszeliwy, Kaptury, Brzozów Stary. 7 bs i bateria 3/67 dywizjonu wycofywała się w kolumnie głównej grupy, podporządkowany dowódcy 70 pp płk. Alfredowi Konkiewiczowi. 18 września o świcie GO gen. bryg. Stanisława Grzmota-Skotnickiego dotarła wraz z pozostałościami 7 bs i 3 baterii do rejonu Brzozów, Zalesie i znalazła się w okrążeniu w rejonie Bud Iłowskich i Starych Bud. Z pozostałości 7 bs i III batalionu 58 pułku piechoty utworzono zbiorczy batalion. 18 września po godz. 15:00 7 bs podjął marsz, w rejonie wsi Henryków 7 bs został ostrzelany przez niemiecką piechotę ogniem km i ostrzelany ogniem artylerii. Batalion rozwinął się do natarcia i zdobył wieś, a w niej 7 motocykli niemieckich z karabinami maszynowymi i 2 samochody 3 tonowe z amunicją, jedno działo oraz kilkunastu jeńców. Późnym popołudniem po zniszczeniu sprzętu ciężkiego o godz. 15:00 wyruszyło natarcie okrążonych resztek jednostek obu armii w kierunku Bzury, pozostałości GO gen. Skotnickiego, w tym 7 bs, przemieszczały się za resztkami GO gen. Bołtucia, niemieckie przeciwuderzenie powstrzymało dalsze natarcie. Na pozostające w okrążeniu jednostki w godz. 17:00 – 18:00 niemiecka artyleria dokonała zmasowanego ostrzału, doprowadzając do rozbicia i rozproszenia całkowitego wszystkich będących tam oddziałów i pododdziałów. 7 bs wyrwał się z okrążenia i przekroczył Bzurę. 19 września liczył 270 żołnierzy, a spieszona 3 bateria bez armat liczyła ok. 50 żołnierzy, dołączyło się ok. 70 żołnierzy z innych jednostek. Podjął marsz w kierunku Modlina przez Puszczę Kampinoską, w jego trakcie został silnie zbombardowany oraz zaatakowany przez niemieckie samochody pancerne i czołgi. Pod Palmiry przebiło się ok. 40 żołnierzy z mjr. Szulem. Częściowo pozostałość batalionu rozproszyła się i w większości dostali się do niemieckiej niewoli. Niewielkie grupy przedarły się przez linie niemieckie do Warszawy.

### Obsada dowódcza 7 bs
Dowództwo batalionu:
- dowódca batalionu – mjr Józef Wacław Szul
- adiutant batalionu – ppor. rez. Izydor Pawlak
- oficer informacyjny – ppor. rez. Józef Krzak
- oficer łączności – por. Stanisław Jaszczuk
- oficer materiałowy – ppor. rez. Edward Jaśkowiak
- oficer taborowy – ppor. rez. Marian Pawłowski
- lekarz batalionu – ppor. lek. Henryk Wróbel

pododdziały batalionu:
- dowódca plutonu zwiadowców – ppor. Józef Witczak
- dowódca plutonu przeciwpancernego – ppor. Edmund Konrad Sikorski
- dowódca plutonu pionierów – sierż. Rożek
- dowódca 1 kompanii strzeleckiej – por. Marian Jaworski
  - dowódca I plutonu – ppor. rez. Florian Kozłowski
  - dowódca II plutonu – ppor. rez. Alfred Rosochowicz
  - dowódca III plutonu – ppor. rez. Kazimierz Przychodzki
- dowódca 2 kompanii strzeleckiej – ppor. Kazimierz Kozioł
  - dowódca I plutonu – ppor. rez. Roman Jan Szymański
  - dowódca II plutonu – ppor. rez. Karpiński
  - dowódca III plutonu – ppor. rez. Józef Kara
- dowódca 3 kompanii strzeleckiej – kpt. Stanisław Henryk Potarzycki
  - dowódca I plutonu – por. rez. Maksymilian Jerzy Boreta
  - dowódca II plutonu – ppor. rez. Józef Jakubek
  - dowódca III plutonu – ppor. rez. Marian Parliński †12 IX 1939 Biała Góra[22]
- dowódca kompanii ckm – por. Jerzy Eugeniusz Rudnicki
  - dowódca I plutonu ckm – ppor. rez. Władysław Kuberka †12 IX 1939 Biała Góra[22]
  - dowódca II plutonu ckm – ppor. rez. Witold Tomczak
  - dowódca III plutonu ckm – ppor. rez. Jan Krajewski III
  - dowódca IV plutonu ckm na taczankach – ppor. rez. Stanisław Owczarek
  - dowódca plutonu moździerzy – ppor. rez. Stanisław Wasilewicz